# Есипово (Владимирская область)
Есипово — деревня в Селивановском районе Владимирской области России, входит в состав Чертковского сельского поселения.

## География
Деревня расположена на берегу реки Кестромка в 14 км на запад от центра поселения деревни Чертково и в 6 км на север от райцентра — Красной Горбатки.

## История
В конце XIX — начале XX века деревня входила в состав Больше-Григоровской волости Судогодского уезда, с 1926 года — в составе Дубровской волости Муромского уезда. В 1859 году в деревне числилось 8 дворов, в 1905 году — 24 двора, в 1926 году — 34 двора.
С 1929 года деревня входила в состав Вощихинского сельсовета Селивановского района, с 1940 года — в составе Селивановского сельсовета, с 2005 года — в составе Чертковского сельского поселения.

## Население
| 1859 | 1905 | 1926 | 2002 | 2010 | 2021 |
| ---- | ---- | ---- | ---- | ---- | ---- |
| 85   | ↗138 | ↗174 | ↘31  | ↘23  | ↘11  |